# Rajiv Joseph
Rajiv Joseph (Cleveland, 16 giugno 1974) è un drammaturgo e sceneggiatore statunitense.

## Biografia
Dopo essersi laureato alla Miami University e Tish School of the Arts, ha cominciato a scrivere come sceneggiatore della terza e quarta stagione di Nurse Jackie - Terapia d'urto. Da allora si è dedicato quasi esclusivamente al teatro, scrivendo i drammi Huck & Holden (2006), All This Intimacy (2006), The Leopard and the Fox (2007), Animals Out of Paper (2008), Bengal Tiger at the Baghdad Zoo (2009), Gruesome Playground Injuries (2009), The North Pool (2011), The Monster at the Door (2011), The Lake Effect (2013) e Guards at the Taj (2015). Per Bengal Tiger fu candidato al Premio Pulitzer per la drammaturgia nel 2010.

## Teatrografia
- Huck & Holden (2006)
- All This Intimacy (2006)
- The Leopard and the Fox (2007)
- Animals Out of Paper (2008)
- Bengal Tiger at the Baghdad Zoo (2009)
- Gruesome Playground Injuries (2009)
- The North Pool (2011)
- The Monster at the Door (2011)
- The Lake Effect (2013)
- Guards at the Taj (2015)
- Describe the Night (2017)
- Archduke (2017)
- In the Sick Bay of the Santa Maria (2019)
- King James (2022)

## Filmografia

### Cinema
- Draft Day, regia di Ivan Reitman (2014)
- Io, Dio e Bin Laden (Army of One), regia di Larry Charles (2016)

### Televisione
- Nurse Jackie - Terapia d'urto - serie TV, 2 episodi (2011-2012)